# Rinal Albertowitsch Muchametow
Rinal Albertowitsch Muchametow (russisch Риналь Альбертович Мухаметов, wiss. Transliteration Rinal' Al'bertovič Muchametov; * 21. August 1989 in Alexejewskoje, Tatarische ASSR, RSFSR, Sowjetunion) ist ein russischer Schauspieler.

## Leben
Muchametow wurde am 21. August 1989 in Alexejewskoje, in der heutigen Republik Tatarstan geboren. Er gehört den Wolga-Ural-Tataren an. Er machte seinen Abschluss in der Varieté- und Zirkusabteilung der Kasaner Theaterschule. Er gab 2012 im Spielfilm Keine Vergebung – Der Schrecken des Krieges sein Schauspieldebüt. 2013 übernahm er im Spielfilm Die Drei Musketiere – Kampf um Frankreichs Krone die Rolle des Charles de Batz-Castelmore d’Artagnan, die er ebenfalls in zehn Episoden der gleichnamigen Fernsehserie übernahm. Größere Serienrollen übernahm er 2014 in The Rise of Catherine the Great als Saltykov, 2017 in The Optimists als Arkady Golub und von 2018 bis 2019 in The Year of Culture als Stanislav Korolev. 2019 übernahm er eine größere Rolle im Spielfilm Rebellion der Magier. Im selben Jahr übernahm er außerdem die Hauptrolle des Victor im Spielfilm Coma. Eine Nebenrolle übernahm er im Folgejahr im Spielfilm Attraction 2 – Invasion. Seit 2021 verkörpert er in der Fernsehserie The Optimists: A Cuban Affair erneut die Rolle des Arkady Golub, die er bereits in der Vorgänger Fernsehserie von 2017 verkörperte.

## Filmografie (Auswahl)
- 2012: Keine Vergebung – Der Schrecken des Krieges (Iskuplenie/Искупление)
- 2013: Pogruzhenie (Погружение) (Mini-Serie, 4 Episoden)
- 2013: Die Drei Musketiere – Kampf um Frankreichs Krone (Tri mushketera/Три мушкетера)
- 2013–2014: Tri mushketera (Три мушкетера) (Mini-Serie, 10 Episoden)
- 2014: Manekenshchitsa (Манекенщица) (Mini-Serie, 4 Episoden)
- 2014: The Rise of Catherine the Great (Ekaterina/Екатерина) (Fernsehserie, 12 Episoden)
- 2014: Masony (Масоны) (Kurzfilm, Sprechrolle)
- 2016: Teli and Toli (Teli i Toli/Тэли и Толи)
- 2017: Attraction (Prityazhenie/Притяжение)
- 2017: The Optimists (Оптимисты) (Fernsehserie, 13 Episoden)
- 2017: Cold Tango (Kholodnoe tango/Холодное танго)
- 2018: Temporary Difficulties (Vremennye trudnosti/Временные трудности)
- 2018: Das Beste an mir bist Du (Bez menya/Идеальные)
- 2018: Vsyo slozhno (Всё сложно) (Kurzfilm)
- 2018–2019: The Year of Culture (God kultury/Год культуры) (Fernsehserie, 20 Episoden)
- 2019: Rebellion der Magier (Abigail/Эбигейл)
- 2019: Feel That Beat (Bitva/Битва)
- 2019: Coma (Кома)
- 2020: Attraction 2 – Invasion (Wtorschenije/Вторжение)
- 2020: Coma (Кома) (Kurzfilm)
- seit 2021: The Optimists: A Cuban Affair (Оптимисты. Карибский сезон) (Fernsehserie)
- 2021: Russian Yug (Рашн Юг)
- seit 2021: Sovershenno letniye (Совершенно летние) (Fernsehserie)